# Symphonie (Webern)
Pour les articles homonymes, voir Symphonie (homonymie).
La Symphonie, op. 21 est une symphonique composée par Anton Webern en 1928.

## Caractéristiques
Anton Webern compose sa symphonie, op. 21 en 1928. Cette symphonie comporte deux mouvements : Ruhig, schreitend (calme, marchant), et Variationen (Variations). Elle est écrite suivant la technique dodécaphonique. Son exécution dure à peu près dix minutes. Le premier mouvement est un double canon avec des jeux de symétrie. Le deuxième mouvement est un canon à quatre voix, suivi de variations, et s'achève sur une coda. 
Cette symphonie est créée le 18 décembre 1929 au Town Hall de New York par l'Orchestre de la Ligue des compositeurs dirigé par Alexander Smallens. La première en Europe a lieu à Vienne l'année suivante sous la direction du compositeur.

## Nomenclature
Cette pièce est écrite pour 1 clarinette, 1 clarinette basse, 2 cors, 1 harpe, 8 premiers violons, 6 seconds violons, 4 altos, et 4 violoncelles.

## Discographie
- L'orchestre symphonique de Londres dirigé par Pierre Boulez (Sony)
- L'orchestre philharmonique de Berlin dirigé par Herbert von Karajan (Deutsche Grammophon)
- L'orchestre philharmonique de Berlin dirigé par Pierre Boulez (Deutsche Grammophon)
- L'orchestre philharmonique de Londres et The Twentieth Century Classics Ensemble dirigé par Robert Craft, 2002 (Naxos)